# 와이어트 나이트
와이엇 나이트(Wyatt Knight, 1955년 1월 20일 ~ 2011년 10월 25일)는 미국의 배우이다.
뉴욕에서 태어났으며 마우이섬에서 사망하였다.

## 영화
- 위트와 슬라이 (1999년)
- 포키스 3 (1985년)
- 포키스 2 (1983년)
- 포키스 (1981년)